# 安村克己
安村克己（やすむら かつみ、1954年- ）は、日本の観光学者。せとうち観光専門職短期大学学長。
神奈川県出身。県立川和高校を経て、立教大学社会学部産業関係学科卒業、1987年同大学院社会学研究科応用社会学専攻博士後期課程退学。1983年立教大学社会学部助手、1990年産能短期大学能率科助教授、1993年北海学園北見短期大学助教授、94年北海学園北見大学商学部教授、2001年鈴鹿国際大学国際学部観光学科教授。2001年「ツーリズムとポストモダン社会に関する社会学的考察」で立教大学博士（観光学）。2004年奈良県立大学地域創造学部教授、2014年追手門学院大学教授。2016年4月から2021年3月追手門学院大学地域創造学部学部長。2021年4月にせとうち観光専門職短期大学観光振興学科長、2024年4月同学長。

## 著書
- 『観光 新時代をつくる社会現象 社会学で読み解く』学文社 2001
- 『観光まちづくりの力学 観光と地域の社会学的研究』学文社 2006

### 共編著
- 『新・産業観光論 近代化産業遺産の活用と「交流の世紀」への歩み』須田寬,徳田耕一共著 すばる舎 2002
- 『観光事業論講義』細野昌和,野口洋平共編著 くんぷる 2005
- 『観光社会文化論講義』遠藤英樹,寺岡伸悟共編 くんぷる 2006
- 『よくわかる観光社会学』堀野正人,遠藤英樹,寺岡伸悟共編著 ミネルヴァ書房 やわらかアカデミズム・〈わかる〉シリーズ　2011

### 翻訳
- イノ・ロッシ『弁証法的構造社会学の探求 象徴社会学から記号社会学へ』下田直春,宮内正,鈴木孝光共訳 勁草書房 1989
- ダグラス・G.ピアス,リチャード・W.バトラー編著『観光研究の批判的挑戦』監訳 青山社 1995
- バーレン・L.スミス,ウィリアム・R.エディントン編著『新たな観光のあり方 観光の発展の将来性と問題点』共訳 青山社 1996
- アーロン・ウルフガング『みんなのピープル・ウオッチング入門』淡交社 1997
- エドワード・M.ブルーナー『観光と文化 旅の民族誌』遠藤英樹,堀野正人,寺岡伸悟,高岡文章,鈴木涼太郎共訳 学文社 2007
- D.グレーサー『危機管理論と観光』橋本佳恵,大井達雄共訳 くんぷる 2008
- D.マキァーネル『ザ・ツーリスト 高度近代社会の構造分析』須藤廣,高橋雄一郎,堀野正人,遠藤英樹,寺岡伸悟共訳 学文社 2012

## 論文
- ＜安村克己